# Cabilia
La Cabilia  es una región histórica del norte de Argelia, poblada mayoritariamente por bereberes. Sus habitantes la llaman Tamurt n Iqbaylyen («País de los cabileños») o Tamurt Idurar («País de montañas»). Forma parte de los montes Atlas y se sitúa a orillas del mar Mediterráneo. La Cabilia abarca varios valiatos (provincias) de Argelia: todo el territorio de Tizi Uzu y Bugía (Bgayet), la mayor parte de Bouira (Tubiret), parte este y sur del Bumerdés, parte norte de la provincia de Setif, la parte norte y oeste de la provincia de Bordj Bou Arréridj y el lejano oeste de la provincia de Jijel.

## Población
El área está habitada por los cabilios, el segundo grupo bereber en importancia tras los chleuhs de Marruecos. Hablan el idioma cabilio, una variedad bereber. Desde la primavera bereber de 1980, los cabilios han estado al frente de la movilización por el reconocimiento oficial de las lenguas bereberes en Argelia.

## Geografía

Mapa topográfico de la región de Cabilia.

La Cabilia está situada en el Atlas Telliano y se extiende en torno a la cordillera del Djurdjura y Babor. Su nombre tradicional, Tamurt Idurar, el «país de las montañas», evoca el alto relieve que marca su identidad. Las variaciones de altitud entre el Djurjura y los diversos macizos que lo flanquean definen tres subregiones:
- La Gran Cabilia, que se extiende desde la costa mediterránea hasta la sierra del Djurdjura y corresponde al territorio que los antiguos cabilios llamaban Tamawya taqbaylit. Se la llama también Cabilia del Djurjura o Alta Cabilia. En su parte marítima, cubre una zona de montes boscosos que culminan a 1278 m en el Monte Tamgout. Hacia el sur, las antiguas montañas del macizo Agawa, atravesadas por profundos valles, son la región de mayor densidad de población de toda Argelia. Ahí se encuentra la ciudad de Tizi Uzu, capital de la Gran Cabilia. Al sur, las cumbres del Djurdjura culminan en el Monte Lalla-Khadîdja (o Tamgut Aâlayen) que con 2308 m de altitud es el pico más alto de todo el Atlas Telliano. La Gran Cabilia cubre también el valiato de Bouira, en el flanco sur de la cordillera. La Gran Kabilia (5.000 km2) limita al norte con el mar Mediterráneo, al oeste con la depresión formada por el uadi del Sahel, y al sur/sureste con la cordillera de Djurdjura, en un arco de unos 60 km de longitud, que culmina a 2.308 m en la cumbre de Lalla Khedidja. La capital regional es TiziOuzou. Entre el Djurdjura y el Mediterráneo, el territorio se divide en varias zonas naturales: el macizo costero, la depresión de Sébaou por la que discurre la RN12, el macizo central atravesado por varios uadis y carreteras longitudinales, y la depresión del Draa El Mizan, por la que discurre la RN30[1]
- La Pequeña Cabilia, que es, a pesar de su nombre, más extensa que la Gran Cabilia. Se encuentra situada hacia el este y cubre las wilayas de Bejaia, su capital. Cubre el flanco oriental del Djudjura y varios macizos montañosos como los Montes Bibanes y los Montes Babores, donde el monte de Babor culmina a 2004 m de altitud. Se divide en cuatro zonas geográficas homogéneas: - La depresión central formada por el valle del Sahel-Soummam, por donde discurre la RN26, que une la ciudad portuaria de Bejaia o Bgayet (antigua capital de los hammaditas) con Bouira (Tubirett).  - La vertiente meridional del Djurdjura, que limita al oeste con la Gran Kabilia;  - La cordillera de los Babors al este, que culmina en la cumbre del Gran Babor a 2004 m; separa la wilaya de Bejaia de la de Jijel.  - La cordillera de Bibans, al sureste (atravesada por la RN5), que separa Petite-Kabylie de Constantinois y Hodna, y la wilaya de Bordj-Bou-Arreridj de las de Bejaia y Bouira. Culmina a 1.840 m en la cumbre del Djebel Maadhid o Aguergour (Agergur).[1]
- La Baja Cabilia, que corresponde al actual vilayato de Boumerdes y se extiende entre la Gran Cabilia y Argel al oeste. Es una zona de transición entre la llanura costera y la montaña.

## Historia

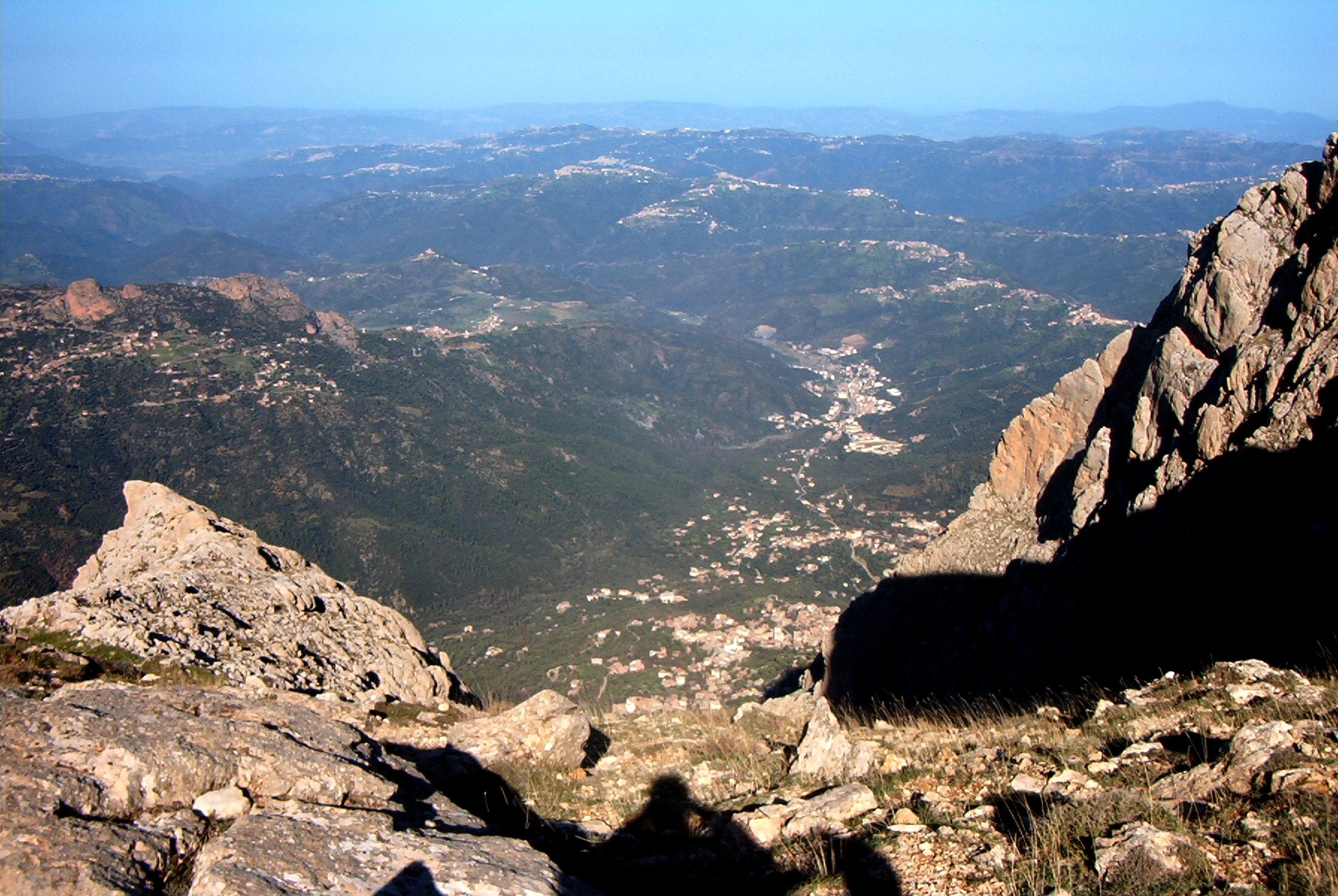
La Gran Cabilia vista desde las cumbres de la sierra del Djurjura.

### Antigüedad
Los bereberes habitan la región desde hace diez mil años. Se sabe que hacia el 1000 a. C. mantenían relaciones comerciales estables con Cartago y algunas con Egipto.
En el Imperio romano esta región era conocida como Mons Ferratus, habitada por «Las Cinco Tribus» (probablemente por ello su nombre árabe significa «la tribu»). Los historiadores Aurelio Víctor (De Caesaribus 39.22: «nationes Quinquegentanae») y Eutropio (Breviarium 9.22: «Quinquegentiani») refieren las rebeliones cabilias dirigidas por  Tacfarinas del año 17 al 29 d. C. y por Quinquegentiani del 292 al 297.
Tras el colapso del Imperio romano de Occidente a finales del siglo V, las tribus bereberes vivieron independientemente, aunque en algunos lugares de su territorio soportaron primero la presencia transitoria de los vándalos y luego la del Imperio romano de Oriente.

### Edad Media
La conquista árabe de Cabilia comenzó en el 670 d. C. La reina berebere Kahena o Dihya derrotó al cuerpo expedicionario del emir Hassan Ibn en Noman, en la batalla de Meskiana, en 693 d. C., pero en el 72 AH o 691 d. C. los árabes ya gobernaban en Cabilia. La población adoptó paulatinamente el Islam.
La dinastía Fatimí del siglo X nació en Cabilia, con el dai ismailita Ubayd Allah al-Mahdi, cuyas predicaciones milenaristas encontraron eco en las tribus bereberes Kutama, con cuyo apoyo llegó al poder y conquistó Ifriqiya y luego Egipto, fundando un imperio que se extendía desde el Magreb y Hedjaz hasta Siria, esto según Ibn Jaldún.
Los Ziríes conquistaron el Magreb. Luego los Hammadidas, una rama que se declaró independiente de los Ziríes, controlaron el Magreb central. Este reino dominó en Cabilia, y después de su caída, la región cambió sucesivamente de manos (Almohades, Hafsíes,...).
En tiempos del Imperio otomano, en Cabilia existían dos Estados: el reino de Koukou en la alta Cabilia fue fundado por Ahmed Belkadi; y el reino de los Ath Abbas en la baja Cabilia. Tuvo entonces Cabilia una autonomía relativa con respecto al resto de la regencia de Argel.

### Conquista y ocupación francesa
La región cayó progresivamente bajo la dominación de Francia a partir de 1857, con notoria resistencia de los cabilios y sublevaciones como la de 1870, conocida como la Revuelta de los Mokrani. El corazón de la sublevación fue la Gran Cabilia, donde fueron atacadas todas las ciudades importantes: Tizi-Ouzou, Fort-National, Dra-el-Mizan, Dellys, Bougie; en el extremo occidental, Bordj-Menaïel y Palestro. La revuelta se extendió rápidamente más allá de esta zona, hacia el este a toda la Pequeña Cabilia, hacia el oeste a las afueras de la Mitija (Alma) y más allá hasta el macizo de Beni Menasser (región de Cherchel). En el sur, llegó hasta el chott de Hodna y Batna. También afectó al desierto, en Touggourt y Ouargla en particular.
La represión francesa significó numerosas detenciones y deportaciones a Nueva Caledonia. La colonización se tradujo en una aceleración de la emigración hacia otras regiones de Argelia y hacia el extranjero.

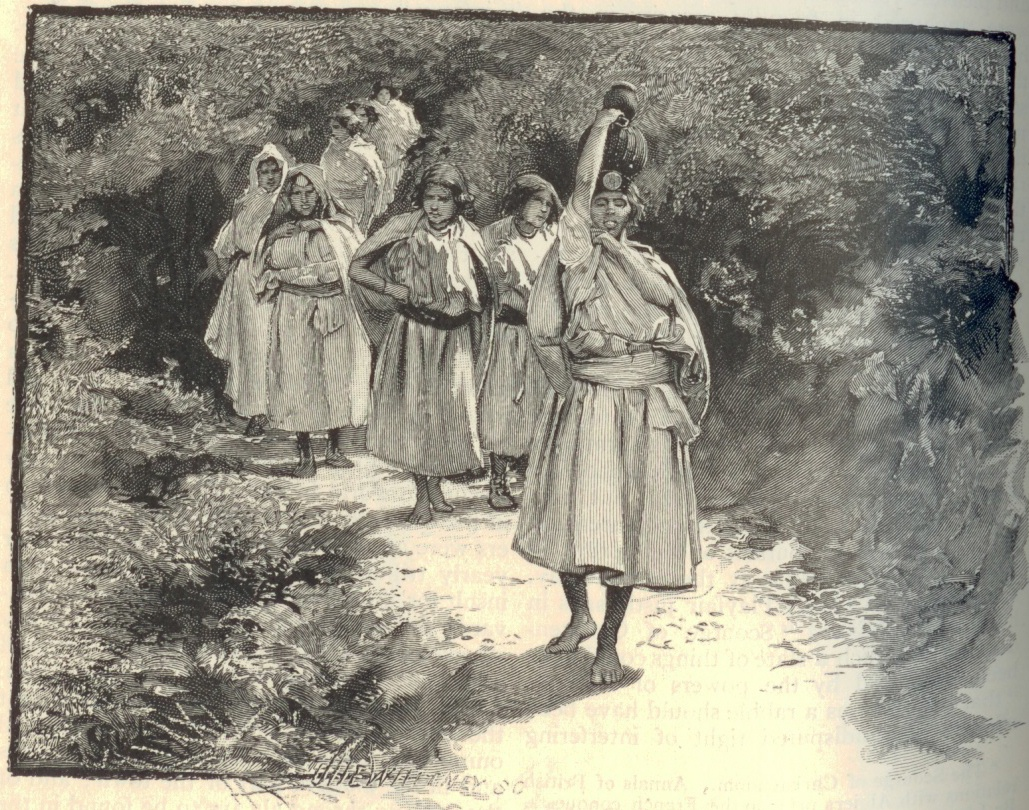
Mujeres cabileñas en 1866.

Francia, a través de las «oficinas árabes», procedió también a la arabización de los nombres de las familias y lugares de Cabilia. Así Iwadiyen se convirtió en Ouadhias, At Zmenzer en Beni Zmenzer, o At Yahia en Ould Yahia. Esta acción de despersonalización se volvió sistemática después de 1871 para romper la cohesión de la sociedad cabilia. La administración civil la generalizó, asignando apellidos caprichosos y diferentes a los miembros de una misma familia. Con todo, el derecho usual berebere se respetó relativamente, a pesar de haber sido suprimido en el país chaoui, en favor del derecho musulmán.
Para aislar a Cabilia del resto de la Argelia profunda, los misioneros cristianos se encargaban de predicar en los pueblos remotos. Además, en Cabilia se fomentó la enseñanza del francés y la cultura francesa, mientras que en otras partes se favorecía el estudio del árabe literario y la escolástica coránica.
Durante la guerra de Independencia de Argelia (1954-1962), Cabilia fue el corazón de la resistencia contra el colonialismo francés. El entonces el valiato III fue la zona más afectada por la represión, junto con el de Aurés, debido a la importancia de las guerrillas y el compromiso de sus habitantes con la resistencia. Eran cabilios algunos de los jefes históricos del Frente de Liberación Nacional (FLN), como Abane Ramdane, Krim Belkacem y Hocine Aït Ahmed.
En Argelia, la división árabe-bereber resurgió en 1949. Para contrarrestar las posiciones arabistas de su líder Messali Hadj, según el cual Argelia era un país exclusivamente árabe, un grupo de militantes cabilas del PPA-MTLD (Partido del Pueblo Argelino – Movimiento por el Triunfo de las Libertades Democráticas) impulsó una moción sobre la "naturaleza argelina de Argelia", descartando cualquier "etnicización" de la identidad nacional argelina. La reacción fue clara: las cabilas fueron sistemáticamente excluidas de las instancias nacionalistas argelinas. Hocine Ait Ahmed, a la sazón presidente del Front des Forces Socialistes (FFS), fue sustituido por Ahmed Ben Bella al frente de la Organisation Spéciale (OS). Decenas de militantes fueron ejecutados sumariamente (Amar Ould Hamouda, Ouali Bennaï, etc.) acusados de ser bereberistas. Las purgas anti-cabilias alcanzaron su punto álgido en 1956 con el asesinato de Ramdane Abbane, ideólogo de la "revolución argelina". Hombre duro y laico, Abbane fue el inspirador de la "Plataforma Soummam". En el contexto de la lucha por la independencia, Mohammed Boudiaf -fundador del Comité Revolucionario para la Unidad y la Acción (CRUA)- temía demasiada independencia para Cabilia, la región con la fuerza militar mejor estructurada contra Francia, e intentó fusionarla con Argel en 1954. Sin embargo, no lo consiguió, ya que la división territorial prevista en el organigrama del OS hacía de la Cabilia una de las cinco grandes zonas militares autónomas -mintaqat- junto con Argel, Oranie, Nord-Constantinois y el Aurès. 
Este plan no se llevaría a cabo hasta después de la independencia argelina. Cuando, en 1963, el FFS pasó a la clandestinidad en Cabilia como reacción al proyecto de constitución de Ben Bella -que proclamaba que Argelia era un Estado árabe y otorgaba al FLN la primacía del poder-, se envió al ejército argelino con el pretexto de un intento de secesión de la región. Cientos de cabilas resultaron muertos y heridos. Los líderes del FFS fueron detenidos y encarcelados.

### Argelia independiente

Bandera amazig adoptada por los bereberes como símbolo de identidad.

La región fue centro de oposición en sucesivas ocasiones. En 1963 el Frente de Fuerzas Socialistas de Hocine Aït Ahmed y Yaha Abdelhafid impugnó la autoridad del partido único. En 1980 Cabilia vivió varios meses de manifestaciones que reclamaron la oficialización de la lengua berebere, conocidas como la Primavera Berebere. Este despertar cultural y político se intensificó debido al endurecimiento de la arabización de Argelia en los años 1990.
En la Cabilia se desarrolló progresivamente una corriente identitaria bereber. El surgimiento y desarrollo del movimiento bereber puede fecharse aproximadamente a finales de los años sesenta y principios de los setenta, cuando una nueva generación de bereberes empezó a investigar y trabajar sobre la identidad amazigh. Esta evolución se vio influida por una serie de factores. El gobierno argelino siempre tuvo una actitud recelosa hacia este movimiento. Esta sospecha está marcada por una negación continua de su causa y de su lugar en Argelia, así como  en la vida política y cívica. La situación se agravó aún más con la fallida rebelión armada dirigida por el antiguo líder revolucionario cabila Hocine Aït Ahmed en 1963-64, contra el FLN, el partido revolucionario argelino en el poder, y su sistema de partido único. La región de la Cabilia, como escenario de esta rebelión, dio a la revuelta una dimensión separatista, aunque el propio Aït Ahmed afirmó no albergar intenciones separatistas. La región fue objeto de una campaña de represión brutal y sufrió un ostracismo aún mayor por parte del gobierno, lo que hizo que su población se volviera aún más sospechosa.
La política de arabización de 1962 fue un factor importante en la marginación de Cabilia y de la población bereber argelina. Los objetivos de la arabización eran integrar a la nueva nación, consolidar el poder y demostrar unidad con las demás naciones recién independizadas del norte de África. En Argelia, el gobierno quería sustituir la lengua del colonizador, el francés, por el árabe como lengua nacional oficial. Para ello, la constitución argelina estableció el islam como religión oficial y el árabe como lengua oficial. No fue hasta 2002 cuando se modificó la constitución y se reconoció el bereber como segunda lengua nacional. El proceso de arabización que debía llevarse a cabo utilizando el fusha, o árabe moderno estándar, que pocos argelinos hablaban y leían- pretendía impregnar todos los aspectos de la vida cotidiana. Además, este proceso estaba controlado por el Estado y se dirigía especialmente a los programas públicos del sector educativo, los servicios oficiales y los medios de comunicación, sobre todo la radio y la televisión. El resultado fue un fracaso, porque la mayoría de los argelinos, que sólo entendían el árabe coloquial o el bereber, no pudieron participar en la vida cívica. Como consecuencia, el proceso de arabización, que a menudo iba acompañado de un programa de islamización que consistió en la imposición del islam ortodoxo para erradicar las prácticas musulmanas tradicionales del norte de África, fue sentido por muchos como una imposición desde arriba, lo que produjo reacciones públicas negativas y disensiones.
En el año escolar 1994-1995 los estudiantes llevaron a cabo un boicot llamado «huelga del maletín». En junio y julio de 1998, la región se levantó de nuevo debido al asesinato del cantante Matoub Lounès y contra la entrada en vigor de una ley que generalizaba el uso de la lengua árabe en todos los ámbitos.
En abril de 2001, se desataron graves motines conocidos como la Primavera Negra por el asesinato de un joven por la policía. La reivindicación autonomista, ya fomentada por algunos intelectuales, la impulsó desde entonces el Movimiento por la Autonomía de Cabilia (MAK), dirigido por el cantante Ferhat Mehenni, que reclama el reconocimiento de la pluralidad cultural de Argelia y, por lo tanto, de la identidad berebere; otro tanto reclama el Movimiento Ciudadano de Aarchs. Otras corrientes dentro del autonomismo de Cabilia abogan por un entendimiento con el gobierno de Argel para que los valiatos o provincias de Bujía, Bouira y Tizi Uzu puedan formar una misma región administrativa dentro de Argelia.

## La lengua
El bereber hablado en la cabilia es, junto con el tuareg y el tachelhit del suroeste de Marruecos, una de las variedades regionales más estudiadas y conocidas. También es la que se ha beneficiado del proceso más temprano y avanzado de promoción y desarrollo lingüístico.
Diversos factores históricos y sociales explican fácilmente esta situación particular: como principal región de habla bereber, bastión de una fuerte y duradera resistencia a la penetración francesa en el siglo XIX, y situada a menos de cien kilómetros de la capital, Argel, la Cabilia atrajo muy pronto a los investigadores franceses: exploradores y viajeros, soldados, misioneros y científicos. La cabila fue objeto de una atención precisa y temprana, como demuestra la publicación del primer diccionario de la lengua en 1844. Entre 1858 y 1873, el general Hanoteau, verdadero enciclopedista de la cabila publicó en solitario su Grammaire kabyle (1858), sus Poésies populaires du Jurjura (1867) y su monumental obra en tres volúmenes, La Kabylie et les coutumes kabyles (1873). El impulso dado durante estas primeras décadas de presencia francesa en Argelia fue decisivo y rápidamente asumido por nuevos tipos de actores, no menos productivos:
- Los religiosos cristianos (principalmente de la orden de los Misioneros de África, los "Padres Blancos" y las "Hermanas Blancas", fundados por el cardenal Lavigerie en 1868/9), cuyos trabajos de descripción de la lengua bereber de la Cabilia proseguirían ininterrumpidamente sobre el terreno hasta mediados de los años 70; darían lugar, en particular, a la valiosa serie Fichier de Documentation Berbère (1946-1977) y al Diccionario cabileño-francés de Jean-Marie Dallet (1982).
- A partir de los años 1880, los especialistas franceses de la Universidad de Argel, que con René Basset, decano de la Facultad de Letras, se impuso rápidamente como el principal centro de estudios bereberes hasta la descolonización. El bereber se enseñaba en la Facultad de Letras de Argel y en la Escuela de Bouzaréah, y las investigaciones y publicaciones de los titulares de la cátedra de bereber (René y André Basset, luego André Picard) se centraron en la Cabilia.
Por último, en los últimos decenios del siglo XIX, surgieron diversas figuras prominentes hablantes nativos de bereber, casi todos cabileños, procedentes de diversos sectores del aparato administrativo francés: intérpretes y traductores militares y civiles, profesores y, a partir de los años treinta, escritores (Amrouche, Feraoun, Mammeri, etc.).
A pesar del golpe que supuso la supresión de la cátedra de bereber en la Facultad de Letras de Argel en 1962 y la instauración de una política lingüística y cultural antibereber en la Argelia independiente, el capital científico y el potencial humano acumulados durante el periodo francés perduró. A partir de los años 60, numerosos jóvenes, tanto en Argelia como en Francia, inspirados por las generaciones anteriores y, sobre todo, por el escritor Mouloud Mammeri, comenzaron a estudiar su lengua, ya fuera en un contexto académico o a través del asociacionismo y el activismo. Este doble compromiso condujo progresivamente a un verdadero renacimiento de las obras y publicaciones dedicadas al cabilio: estudios descriptivos en el marco de las distintas corrientes de la lingüística moderna (Chaker, Mettouchi, Naït-Zerrad, Allaoua, etc), así como estudios con una orientación más aplicada, en el ámbito del desarrollo lingüístico.
A partir de 1990, la postura más flexible de las autoridades argelinas con respecto al bereber, con la creación de Departamentos de Lengua y Cultura Amazigh en la Universidad de Tizi-Ouzou (1990) y después en Bougie (1991), propició la llegada de una nueva generación, mucho más numerosa, de jóvenes investigadores de lengua bereber que trabajaban en la propia Cabilia. En el espacio de una década, el trabajo de esta nueva bereberología cabila ha renovado significativamente el conocimiento de la lengua, en particular de su diversidad interna.
La variedad cabila del bereber es la lengua materna y común de la gran mayoría de la población de Cabilia: casi el 85% de los habitantes del antiguo departamento de Tizi-Ouzou ("Gran Cabilia") se declaran bereberes nativos según el censo oficial argelino de 1966. Cabe señalar a este respecto que las numerosas divisiones y redivisiones administrativas de la entidad geolingüística cabila llevadas a cabo por el Estado argelino han tenido como efecto la fragmentación de la zona de habla cabila en al menos cinco departamentos (wilayat). Tanto es así que sólo los departamentos de Tizi-Ouzou y Bougie pueden considerarse casi totalmente bereberes. Los demás fragmentos de la zona cabila están integrados en unidades administrativas periféricas, en su mayoría arabófonas (Sétif, Bouira, Boumerdes). Evidentemente, este desmembramiento administrativo de la Cabilia histórica y cultural no facilita la evaluación de la población de habla bereber de la región.
No obstante, las proyecciones realizadas con base en las cifras conocidas, estiman la población cabila-hablante en unos 5,5 millones de personas, de las cuales 3 a 3,5 millones viven en la propia Cabilia y de 2 a 2,5 millones constituyen la diáspora, en las grandes ciudades de Argelia (especialmente Argel), pero también en Francia, donde hay probablemente casi un millón de cabilas.
En Cabilia, el bereber se utiliza predominantemente como lengua de uso general en los intercambios cotidianos, en los pueblos y ciudades. Su uso está generalizado en todos los rangos de edad. Actualmente, el bereber se utiliza en los espacios oficiales accesibles al público (administraciones municipales, oficinas de correos, etc.). Los únicos lugares de Cabilia donde se habla árabe clásico son los espacios institucionales formales bajo el control directo de la administración central del Estado: escuelas, tribunales, gendarmerías, etc. Por supuesto, en las zonas de contacto entre poblaciones arabófonas y bereberes, el bilingüismo bereber/árabe dialectal es la norma, pero no siempre es unilateral: en muchos casos, los arabófonos aprenden y utilizan el bereber. Las dos capitales de Cabilia, Bougie y Tizi-Ouzou, son buenos ejemplos de esta presión para utilizar el bereber: en ambas ciudades, el núcleo histórico de la población era arabófono; el éxodo rural masivo tras la independencia cambió por completo la población de estas dos ciudades y generalizó el uso del bereber.
De hecho, en Cabilia, sobre todo entre las clases medias instruidas, es el francés el que compite significativamente con el bereber, no sólo en la escritura, sino también en todas las situaciones formales o que requieren cierta elaboración lingüística (técnicas, científicas, políticas, etc.). Esta tendencia se ve confirmada por varios indicadores objetivos: el protagonismo de la prensa francófona en Cabilia (con la existencia de varias cabeceras regionales), el protagonismo de las cadenas de televisión francófonas, la proliferación de escuelas públicas francófonas, el uso comercial y publicitario casi exclusivo del francés, etc. Desde principios de los años 90 se han producido algunos avances impresionantes en este ámbito: en los espacios públicos -salvo los sitios oficiales del gobierno central- la lengua árabe ha desaparecido por completo en favor del bereber (en tifinagh y notación latina) y el francés.
Después de tres décadas de ostracismo hacia el bereber y de una política lingüística de arabización, el Estado argelino ha suavizado considerablemente su postura hacia la lengua y la cultura bereberes. El bereber se reintrodujo en la universidad en 1990 y 1991, y desde 1995 se experimenta con la enseñanza optativa de la lengua en los institutos. Y desde mayo de 2002, el bereber tiene incluso el estatuto de segunda "lengua nacional" en la Constitución argelina. Estas evoluciones políticas y jurídicas afectan, por supuesto, a toda la Argelia bereber, pero han tenido un impacto y una importancia muy particulares en la Cabilia, en la medida en que esta región ha estado a la vanguardia de la reivindicación de la lengua bereber durante varias décadas.
A principios de los años noventa, se constituyó legalmente en Cabilia una densa red de asociaciones que pudo ampliar y reforzar la labor de promoción y valorización de la lengua bereber a través de la enseñanza y la difusión de su palabra escrita, y que contribuyó de forma significativa al desarrollo de la lengua mediante la difusión de la notación común y los neologismos, y a través de su papel en la edición literaria y la prensa.
Del mismo modo, la enseñanza del bereber en las escuelas públicas a partir de 1995, principalmente por profesores que también eran activistas en el sector del voluntariado, consolidó la posición del bereber y la difusión de su lengua escrita en Cabilia. También hay que señalar que estas experiencias, inicialmente previstas para toda Argelia, se limitaron muy pronto, en su mayor parte, al territorio de la Cabilia, porque respondían a una expectativa social y porque los militantes locales pudieron implicarse. Hoy, la inmensa mayoría de los alumnos que reciben esta enseñanza se encuentran en Cabilia.

## Religión
Esta región alberga varios edificios religiosos, incluidas mezquitas y zawiyas:
- Zawiya de Sidi Amar Cherif
- Zawiya de Sidi Boumerdassi
- Zawiya de Sidi Boushaki

## Cabileños famosos
- Youcef Abdjaoui 1932-1996, cantante.
- Idir (1949-2020), cantante;
- Matoub Lounès (1956-1998), poeta y cantante, símbolo de la resistencia de los cabileños. Asesinado cerca de su pueblo en 1998. Cantante argelino muy famoso, la televisión nacional no tenía ni una sola imagen de Lounes a mostrar el día de su muerte;
- Mouloud Mammeri (1917-1989), escritor y lingüista;
- Oulahlou, cantante;
- Mouloud Feraoun (1913-1962), escritor, asesinado por la OAS cuatro días antes del alto el fuego y cuatro meses antes de la independencia. Sus novelas más conocidas y más traducidas son El hijo del pobre y La tierra y la sangre;
- Salem Zenia (1962-), novelista;
- Zinedine Zidane (1972-), futbolista nacido en Francia, pero hijo de inmigrantes cabileños.
- Brahim Boushaki, teólogo argelino ;
- Sidi Boushaki, teólogo argelino ;
- Chahinez Boushaki, jugadora de baloncesto argelina ;
- Karim Benzema;
- Marcel Mouloudji;
- Isabelle Adjani;
- Dany Boon;
- Samy Naceri;